# Марен (ветер)
Марен, также Марин (фр. le marin в пер. моряк) — влажный, тёплый, дующий в сторону берега морской ветер, характерный для южно-французского Средиземноморья, в первую очередь Лионского залива, от Руссильона до Лангедока, и Прованса.

## Общие сведения
Марен дует в направлении с юго-запада и юго-востока, достигая силы в 6 баллов по шкале Бофорта. Достигает горных массивов Корбьера и Севенн. Этот ветер несёт с собой тёплый воздушный фронт, создаваемый областью низкого давления. Появлению марена благоприятствуют образование области низкого атмосферного давления над северо-западной Европой и возникновение антициклона в южной части Средиземноморского бассейна. Этот перепад атмосферного давления и определённые погодные эффекты в районе между Альпами и Пиренеями приводят к образованию воздушных потоков, движущихся на север с юго-востока.
В направлении, противоположном марину, с севера движется холодный и сухой ветер трамонтана.